# 广西都指挥使司
广西都指挥使司，明朝十六个都指挥使司之一。
洪武六年（1373年）四月置广西都卫。 洪武八年（1375年）十月改广西都卫为广西都指挥使司。洪武九年（1376年）六月改广西行中书省为广西承宣布政使司。广西都指挥使司属于右军都督府。

## 下辖卫所
桂林左卫（后为广西护卫）、桂林右卫、桂林中卫、南宁卫、柳州卫、驯象卫、梧州千户所
后来改制：
桂林右卫、桂林中卫、南宁卫、柳州卫、驯象卫、南丹卫
添设：
庆远卫、浔州卫、奉议卫、广西护卫、梧州千户所、怀集千户所、武缘千户所、古田千户所、贵县千户所、贺县千户所、全州千户所、太平千户所、象州千户所、平乐千户所、郁林千户所、宾州千户所、来宾千户所、富川千户所、容县千户所、融县千户所、灌阳千户所、河池千户所、武宣千户所、向武千户所、五屯屯田千户所、迁江屯田千户所、靖江府仪卫司